# أليخاندرو دومينغيز (لاعب كرة قدم مكسيكي)
أليخاندرو دومينغيز ايسكوتو (بالإسبانية: Alejandro Domínguez Escoto)‏ (مواليد 9 فبراير 1961) لاعب كرة قدم ومدرب مكسيكي سابق، كان يلعب في مركز خط الوسط.
لعب لمنتخب المكسيك في كأس العالم لكرة القدم 1986. ولعب أيضًا للنادي أمريكا المكسيكي.
أصبح دومينغيز مدرب لأول مرة مع بويبلا إف. سي. في عام 2002، وكان المدرب المؤقت مع فيراكروز لمدة ثلاث مباريات خلال عام 2007. وكان مساعد مدير لناديه السابق، أمريكا، خلال عام 2010.

## وصلات خارجية
- FIFA profile
- اليخاندرو دومينغيز على موقع الاتحاد الدولي (مؤرشف)  (الإنجليزية)
- اليخاندرو دومينغيز على موقع قاعدة بيانات كرة القدم.إي يو (الإنجليزية)
- اليخاندرو دومينغيز على موقع ناشيونال فوتبول تيمز (الإنجليزية)
- اليخاندرو دومينغيز على موقع Soccerway.com (الإنجليزية)